# Wincenty Madelgariusz
Wincenty Madelgariusz, również Wincenty z Soignies, łac. Vincent Madelgaire (Madelgarus) (ur. ok. 607, zm. 14 lipca 677 w Soignies) – graf Hainautu, zakonnik i opat, święty Kościoła katolickiego.

## Życiorys

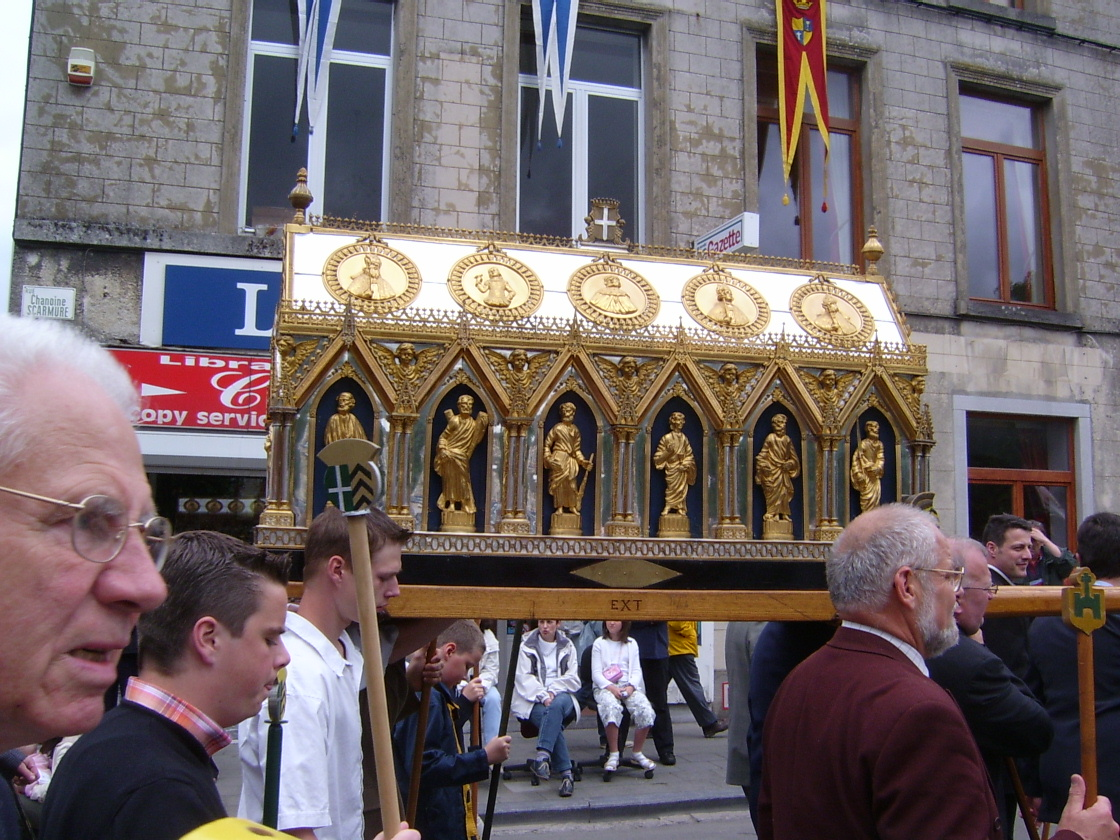
Procesja z relikwiami św. Wincentego w Soignies (28 maja 2007).

Pochodził ze Strépy w Walonii w hrabstwie Hainaut (Niderlandy). Około 636 roku poślubił córkę Walberta i Bertyli, św. Waldetrudę. Jej ojciec był dworzaninem króla Chlotara II. 
Mieli czworo dzieci; dwie córki: św. Adeltrudę i św. Madelbertę oraz dwóch synów: św. Landeryka i św. Dentelina (zmarł w wieku 7 lat). Po odchowaniu dzieci małżonkowie zaczęli wieść życie zakonne.
Wincenty ufundował klasztor najpierw w Hautmont (642) z regułą św. Benedykta, a następnie w Soignies (niderl. Zinnik w Belgii) dokąd się przeniósł około 653 roku wycofując się z życia mniszego w Hautmont. Około 670 roku opactwo w Soignies przekazał synowi św. Landerykowi.
Według anonimowej biografii świętego z XI wieku, Wincenty miał pojechać z misją do Irlandii na polecenie króla Dagoberta I, który go wysoko cenił, aby ewangelizować tamtejsze tereny. Miał również uczynić go władcą tego kraju. Nie znajduje to jednak historycznego potwierdzenia.
Wspomnienie liturgiczne św. Wincentego obchodzone jest w dies natalis (14 lipca), razem ze św. Dentelinem lub 20 września.